# Mike Reinhardt (Frans gitarist)
Mike Reinhardt (Forbach, 10 mei 1977) is een Franse jazzgitarist in de gipsy jazz.

## Biografie
Reinhardt is autodidact; hij leerde zichzelf op zijn dertiende gitaar spelen, met behulp van platen van Django Reinhardt, Wes Montgomery en George Benson. Toen hij 15 was trad hij voor het eerst op, met Dorado Schmitt. In 1995 speelde hij in de band Shouka, met Zipflo Reinhardt en Frédéric Schlick. Op zijn achttiende richtte hij zijn eerste eigen band op. In die tijd ontmoette hij de gitarist Biréli Lagrène, met wie hij sindsdien bevriend is en samenspeelt.
In 1988 verscheen zijn eerste album, met Biréli Lagrène en Franck Wolf. Datzelfde jaar werkte hij ook weer met Schlick. In de jaren daarna werkte hij met Zipflo Reinhardt en met Didier Lockwood. Hij trad in duoformatie op met violist Florin Niculescu, met gitarist Andreas Öberg en met Gypsy Project, en speelde in een kwartet met zijn neef Gin Reinhardt. Met Yorgui Loeffler en andere gitaristen richtte hij in 2005 het gitaarsextet Les Enfants de Django op. In 2006 werd hij op het festival Jazz à Juan uitgeroepen tot de beste gitarist.
Mike Reinhardt wordt vaak verward met de Duitse gitarist van dezelfde naam die eveneens uit de gipsy jazz stamt.

## Discografie (selectie)
- Les Enfants de Django Live in Paris (2008)
- Road Song (2011)